# Lopingià
| Període                                       | Època        | Estatge      | Edat (Ma)     |
| --------------------------------------------- | ------------ | ------------ | ------------- |
| Triàsic                                       | Inferior     | Indià        | més recent    |
| Permià                                        | Lopingià     | Changxingià  | 254,14 ± 0,07 |
| Permià                                        | Lopingià     | Wuchiapingià | 259,1 ± 0,5   |
| Permià                                        | Guadalupià   | Capitanià    | 265,1 ± 0,4   |
| Permià                                        | Guadalupià   | Wordià       | 268,8 ± 0,5   |
| Permià                                        | Guadalupià   | Roadià       | 272,95 ± 0,11 |
| Permià                                        | Cisuralià    | Kungurià     | 283,5 ± 0,6   |
| Permià                                        | Cisuralià    | Artinskià    | 290,1 ± 0,26  |
| Permià                                        | Cisuralià    | Sakmarià     | 293,52 ± 0,17 |
| Permià                                        | Cisuralià    | Asselià      | 298,9 ± 0,15  |
| Carbonífer                                    | Pennsylvanià | Gjelià       | més antic     |
| Subdivisió del sistema permià segons la IUGS. |              |              |               |

El Lopingia (/lopinkiˈa/), de vegades conegut informalment com a Permià superior, és l'època geològica que començà fa 259,51 ± 0,21 milions d'anys i s'acabà fa 251,902 ± 0,024 milions d'anys. Es tracta de la tercera i última època del període Permià i l'última de l'era del Paleozoic. El seu nom deriva del de la ciutat xinesa de Leping.
Es divideix en dos estatges faunístics, el Wuchiapingià i el Changxingià. El primer a definir aquesta època fou el geòleg alemany Ferdinand von Richthofen el 1883.